# Ann-Helena Schlüter

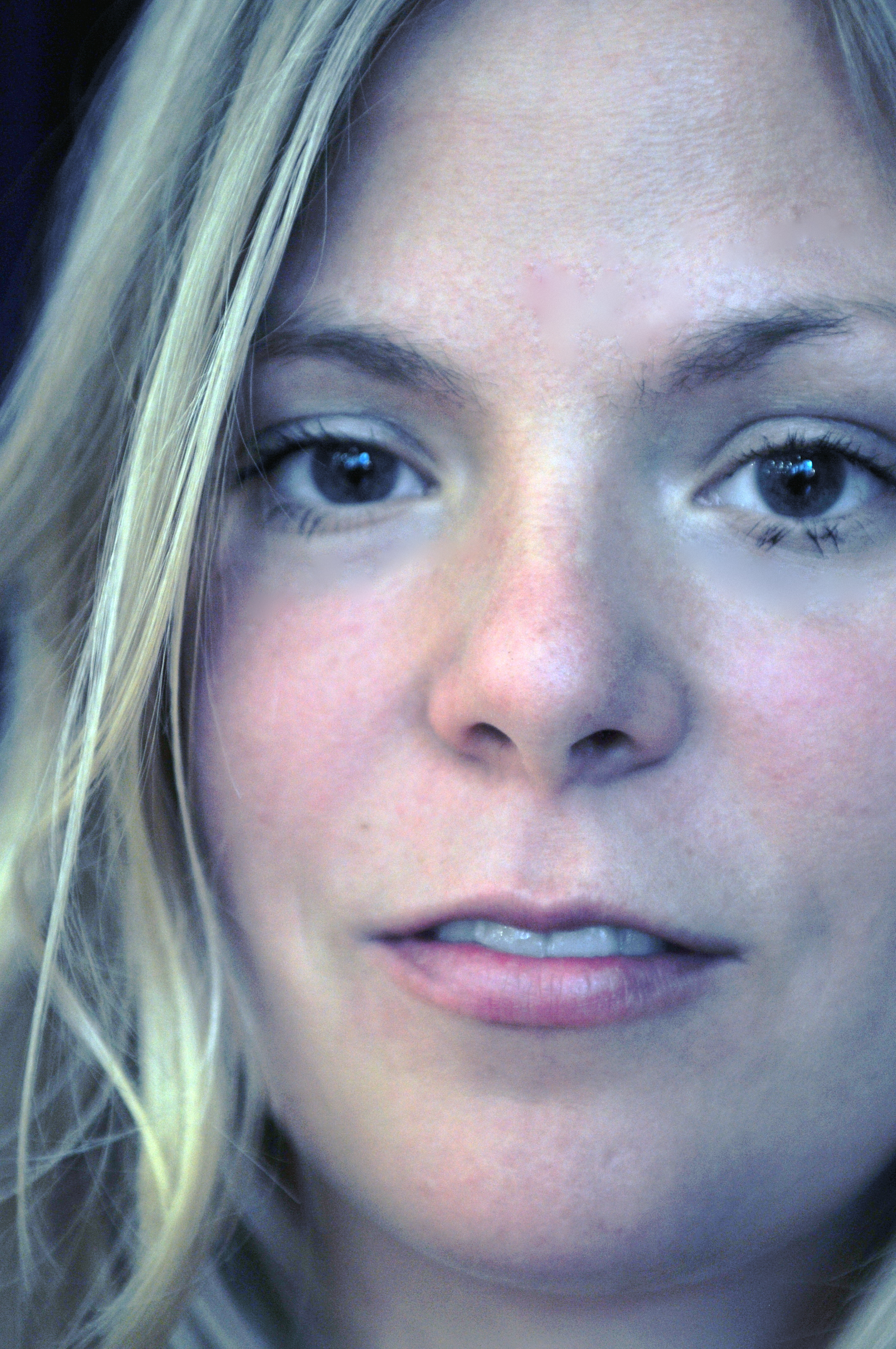
Ann-Helena Schlüter, 2009

Ann-Helena Schlüter (* 14. Februar 1976 in Nürnberg) ist eine deutsche Pianistin, Organistin, Komponistin, Buchautorin und Lyrikerin.

## Biografie
Ann-Helena Schlüter ist eine Tochter der aus Småland (Südschweden) stammenden Klavierlehrerin und Organistin Ann-Margret Schlüter, geborene Elmgren, und des Pianisten Karl-Heinz Schlüter. Ihre Schwester Magdalena Galka ist ebenfalls Pianistin.
In der frühen Kindheit erhielt Schlüter zunächst Klavierunterricht von ihrer Mutter, später von ihrem Vater. Nach dem Abitur studierte sie Klavier an der Hochschule für Musik und Tanz Köln und erwarb dort das Künstlerische Diplom. Es folgten Studien in der Solistenklasse Klavier an der Hochschule für Musik Detmold sowie das Konzertexamen (Meisterklassendiplom) bei Bernd Glemser an der Hochschule für Musik Würzburg. Zwei Jahre verbrachte sie im Rahmen eines DAAD-Austauschs in den USA. Nach dem Konzertexamen Klavier setzte sie ihr Studium in Frankfurt am Main und in Würzburg bei Christoph Bossert sowie an der Hochschule für Musik und Theater Hamburg bei Pieter van Dijk fort. Nach einem Orgelstudium mit Masterabschluss erwarb Schlüter 2023 an der Universität Greifswald das Diplom Kirchenmusik, das dem üblichen B-Examen Kirchenmusik entspricht.
Im Herbst 2023 war sie zwei Monate als Kirchenmusikerin in den katholischen Kirchengemeinden in Brühl und Wesseling sowie St. Konrad in Plochingen tätig. Im Zeitraum 2024–2025 arbeitete sie nach eigenen Angaben einige Monate in der katholischen Pfarrgemeinde St. Mariä Himmelfahrt in Wittichenau in der sächsischen Oberlausitz.
Neben der Arbeit als Konzertpianistin, Konzertorganistin und Komponistin ist Schlüter auch als Autorin und Lyrikerin tätig. 2018 veröffentlichte sie die Erzählung Frei wie die Vögel, die auf der wahren Geschichte der Lübecker Märtyrer basiert, die 1943 hingerichtet wurden.

## Privates
Ann-Helena Schlüter, ursprünglich evangelisch-lutherisch getauft, konvertierte 2023 zum römisch-katholischen Glauben.

## Publikationen (Auswahl)
- Studien zur Bearbeitung von Johann Sebastian Bachs Goldberg-Variationen BWV 988 durch Josef Gabriel Rheinberger und Max Reger. Diplomica, Hamburg 2011, ISBN 978-3-8428-1304-5 (zugleich Magisterarbeit Julius-Maximilians-Universität Würzburg 2011).
- Das Demutsprinzip in Bachs Musik. kopaed, München 2019, ISBN 978-3-86736-515-4.

- Flügelworte. PianoLyrik. op. 1. Lorbeer, Bielefeld 2013, ISBN 978-3-938969-25-0 (160 Gedichte über Musik).
- Pianolyrik. op. 2. Periplaneta, Berlin 2015, ISBN 978-3-95996-003-8 (200 Gedichte).
- Flügel auf Reisen. Wahre Geschichten von – nicht nur – wohltemperierten Konzerterfahrungen. Fontis, Basel 2016, ISBN 978-3-03848-080-8.
- Frei wie die Vögel. Eine Erzählung gegen das Vergessen. SCM Hänssler, Holzgerlingen 2018, ISBN 978-3-7751-5865-7.
- Keine Wolke fällt tiefer als blau. op. 3. Glaré, Frankfurt am Main 2019, ISBN 978-3-930761-99-9.
- Gesungene Sehnsucht. Das Helle tropft aus mir. Gedichte in Moll. op. 4. Glaré, Frankfurt am Main 2023, ISBN 978-3-948323-13-4.

## Diskografie
Klassik
- Lebensheiterkeit: Hommage an Joseph Haydn (Cap-Music; 2009)
- PianoLyrik. Mit Bach – Goldberg-Variationen (Cap-Music; 2011)
- Bach – Die Kunst der Fuge. The Leipzig Concert (Periplaneta; 2014)
- Bach – Das Wohltemperiertes Klavier (Hänssler Classic; 2017)
- Bach – Duets, Fantasias, Chorals, Musical Offering (Hänssler Classic; 2019)
- Bach – Zwischen Lübeck und Paris (Classicophon; 2019)

Songs, Jazz, Improvisationen
- Jeden Augenblick. Balladen und Songs (Cap-Music; 2010)
- Himlasång (Himmelslieder). Schwedische Kompositionen und Improvisationen (Cap-Music; 2012)
- Com’ Ann (Cap-Music; 2013)